# Diocesi di Telepte
La diocesi di Telepte (in latino Dioecesis Theleptensis) è una sede soppressa e sede titolare della Chiesa cattolica.

## Storia
Telepte, nei pressi di Feriana nell'ovest dell'odierna Tunisia, è un'antica sede episcopale della provincia romana di Bizacena.
Telepte fu la patria d'origine di san Fulgenzio, vescovo di Ruspe. La città ebbe fortuna soprattutto in epoca bizantina, quando fu fortificata con una cittadella ed abbellita con imponenti terme. Tra i ruderi, si trovano i resti di diverse chiese cristiane, tra cui quelli di una basilica cristiana a cinque navate, identificabile con la sede vescovile. Nella basilica un'epigrafe commemora i martiri Gennaro e compagni, che forse sono identificabili con quelli che il Martirologio romano ricorda alla data del 10 luglio.
Diversi sono i vescovi documentati di Telepte. Giuliano prese parte al concilio di Cartagine convocato il 1º settembre 256 da san Cipriano per discutere della questione relativa alla validità del battesimo amministrato dagli eretici, e figura al 57º posto nelle Sententiae episcoporum. Donaziano fu uno dei grandi vescovi della Bizacena di cui ebbe il titolo di primate; prese parte alla conferenza di Cartagine del 411, che vide riuniti assieme i vescovi cattolici e donatisti dell'Africa romana; e partecipò nel 416 ai concili celebrati a Cartagine da sant'Aurelio e a Milevi; in quanto primate di Bizacena convocò un sinodo provinciale, ma è incerto se questo si tenne a Telepte o a Zella, a causa delle diverse varianti riportate dai manoscritti. Donaziono fu inoltre destinatario di una lettera di Galla Placidia, il 20 marzo 419, e di Aurelio di Cartagine il 1º agosto 419.
Alla stessa conferenza di Cartagine del 411 presero parte due vescovi donatisti, Bellizio e Daziano La presenza di due vescovi donatisti nella stessa sede è spiegata da Mesnage per la probabile distinzione tra civitas e pagus teleptensi, ognuno con un suo vescovo. Morcelli e Toulotte assegnano il vescovo Daziano alla diocesi di Talattula.
Il nome di Frumenzio figura all'81º posto nella lista dei vescovi della Bizacena convocati a Cartagine dal re vandalo Unerico nel 484; Frumenzio, come tutti gli altri vescovi cattolici africani, fu condannato all'esilio. Infine Stefano sottoscrisse la lettera sinodale dei vescovi della Bizacena riuniti in concilio nel 646 per condannare il monotelismo e indirizzata all'imperatore Costante II. Morcelli attribuisce quest'ultimo vescovo a Talattula.
La diocesi è ancora menzionata fra le quattordici sedi episcopali della Bizacena nella Notitia Episcopatuum redatta dall'imperatore bizantino Leone VI (886-912).
Dal XVIII secolo Telepte è annoverata tra le sedi vescovili titolari della Chiesa cattolica; dall'8 gennaio 2011 l'arcivescovo, titolo personale, titolare è Edgar Peña Parra, sostituto per gli affari generali della Segreteria di Stato della Santa Sede.

## Cronotassi

### Vescovi residenti
- Giuliano † (menzionato nel 256)
- Donaziano † (prima del 411 - dopo il 419)
  - Bellizio † (menzionato nel 411) (vescovo donatista)
  - Daziano † (menzionato nel 411) (vescovo donatista)
- Frumenzio † (menzionato nel 484)
- Stefano † (menzionato nel 646)

### Vescovi titolari
- Giuseppe Barlotta y Ferro † (31 luglio 1726 - 11 maggio 1764 deceduto)
- Simone Pietro di Santa Caterina, O.M.D. † (20 settembre 1779 - ?)
- Johann Baptist von Anzer, S.V.D. † (12 gennaio 1886 - 24 novembre 1903 deceduto)
- Hyacinthe-Joseph Jalabert, C.S.Sp. † (13 febbraio 1909 - 12 gennaio 1920 deceduto)
- Louis-Marie Raucaz, S.M. † (13 luglio 1920 - 22 luglio 1934 deceduto)
- Juan Antón de la Fuente † (3 novembre 1934 - 21 gennaio 1936 deceduto)
- Paul Joseph Biéchy, C.S.Sp. † (27 gennaio 1936 - 8 luglio 1960 deceduto)
- Jean-Julien-Robert Mouisset † (5 agosto 1962 - 24 aprile 1963 succeduto vescovo di Nizza)
- José de Jesús Tirado Pedraza † (21 maggio 1963 - 1º aprile 1965 nominato vescovo di Ciudad Victoria)
- Manuel Franco da Costa de Oliveira Falcão † (6 dicembre 1966 - 8 settembre 1980 succeduto vescovo di Beja)
- Paulo Lopes de Faria † (7 novembre 1980 - 16 dicembre 1983 nominato vescovo di Itabuna)
- Geraldo Lyrio Rocha † (14 marzo 1984 - 23 aprile 1990 nominato vescovo di Colatina)
- Jean-Louis Tauran † (1º dicembre 1990 - 21 ottobre 2003 nominato cardinale diacono di Sant'Apollinare alle Terme Neroniane-Alessandrine)
- Velasio De Paolis, C.S. † (30 dicembre 2003 - 20 novembre 2010 nominato cardinale diacono di Gesù Buon Pastore alla Montagnola)
- Edgar Peña Parra, dall'8 gennaio 2011